# Brig (stacja kolejowa)
Brig (niem: Bahnhof Brig) – ważna węzłowa stacja kolejowa w Brig-Glis, w kantonie Valais, w Szwajcarii. Otwarta w 1906 roku, znajduje się na terenie północnego wlotu tunelu Simplon i obsługiwana jest przez trzy linie normalnotorowe i dwie linie o szerokości jednego metra.

## Połączenia kolejowe

### Normalnotorowe
Dwie z trzech linii normalnotorowych obsługujących Brig-Glis zostały otwarte jednocześnie w 1906 roku.
Jedną z nich jest kolej Simplońska, która łączy (lotnisko w Genewie i Genewą) Lozannę nad Jeziorem Genewskim z Brig-Glis, poprzez Sion i Visp. Drugą to Linia kolejowa Mediolan – Domodossola, która, jak sama nazwa wskazuje, biegnie w kierunku Mediolanu we Włoszech przez Domodossola. W 1906 roku ta linia, została przedłużona do Brig-Glis po otwarciu tunelu Simplon.
Trzecia linia normalnotorowa w Brig-Glis to Linia kolejowa Lötschberg, otwarta w 1913 roku łączy Berno z Brig-Glis przez przełęcz Lötschberg, w tym tunel Lötschberg. W 2007 została zastąpiona przez nowe połączenie przez Lötschberg-Basistunnel.
Pociągi pasażerskie zatrzymujące w Brig-Glis są obsługiwane przez SBB-CFF-FFS (Kolej Simplońska, Mediolan-Domodossola, i Lötschberg-Basistunnel) lub BLS AG (linia Lötschberg).

### Metrowy rozstaw
Brig-Glis jest w ten sposób obsługiwane przez dwie linie o rozstawie metrowym, czyli BVZ Zermatt-Bahn (BVZ) i Furka–Oberalp-Bahn, które łączą Brig-Glis poprzez Andermatt z Göschenen i Disentis/Mustér. Od dnia 1 stycznia 2003 roku, te dwie linie zostały własnością i są zarządzane przez Matterhorn Gotthard Bahn (MGB).
Perony kolei wąskotorowej mieszczą się na dziedzińcu budynku stacji.
Każdego dnia kilka pociągów Glacier Express, które są obsługiwane w tym momencie przez MGB, wyruszają z jednego z trzech peronów, w podróż pomiędzy Zermatt i St Moritz lub Davos. Oprócz tego MGB obsługuje połączenia z Zermatt do Brig-Glis przez Visp i z Visp przez Brig-Glis dp Andermatt w godzinnych odstępach.

## Linie kolejowe
- Kolej Simplońska
- Linia kolejowa Lötschberg
- BVZ Zermatt-Bahn
- Furka–Oberalp-Bahn